# Gustave Quilbeuf
Gustave Quilbeuf est un homme politique français né le 15 avril 1854 au Houlme (Seine-Maritime) et mort le 17 décembre 1910 à Hénouville (Seine-Maritime).

## Biographie
Membre de la Société centrale d'agriculture de la Seine-Inférieure, il est député de Seine-Maritime de 1898 à 1910, siégeant au groupe des Républicains progressistes. Il est maire du Houlme et conseiller général.

## Distinctions
- Chevalier de l'ordre du Mérite agricole

### Sources
- « Gustave Quilbeuf », dans le Dictionnaire des parlementaires français (1889-1940), sous la direction de Jean Jolly, PUF, 1960 [détail de l’édition]